# Laurus
Laurus (Llorers) és un gènere de plantes amb flors
Es tracta de plantes arbòries de fulles persistents i coriàcies.
El gènere inclou tres espècies: 
- Laurus azorica (Seub.) Franco, sinònim L. canariensis Webb & Berth. originari de la laurisilva de les illes Açores.
- Laurus nobilis L., conegut com a llorer, llaurer o llor, és la font, un cop seca la fulla, de l'espècia fulles de llorer. Creix com a autòcton a la conca del Mediterrani oriental i possiblement com a subespontani a la resta d'aquest territori[1]
- Laurus novocanariensis Rivas Mart., Lousã, Fern. Prieto, E.Díaz, J.C. Costa & C. Aguiar, abans inclòs dins L.azorica, nadiu de la laurisilva de Madeira, Illes Canàries localment al Marroc.

## Paleobotànica
Els fòssils datats d'abans de la glaciació del Plistocè mostren que el gènere Laurus tenia una distribució més àmplia que l'actual amb un clima més càlid i humit que el present. Possiblement durant l'increment d'aridesa del clima mediterrani durant les glaciacions va fer retrocedir l'àrea ocupada pel llorer quedant refugiat on es troba actualment.